# Telfusa (filla de Ladó)
Telfusa (en grec antic Τέλφουσα) va ser, a la mitologia grega, una nimfa filla del déu-riu Ladó.
Va donar nom a la ciutat de Telfusa a l'Arcàdia, segons diuen Pausànias i Esteve de Bizanci. Segons Cal·límac, Telfussea era un epítet que es donava a Dèmeter.